# Xã Liberty, Quận St. Joseph, Indiana
Xã Liberty (tiếng Anh: Liberty Township) là một xã thuộc quận St. Joseph, tiểu bang Indiana, Hoa Kỳ. Năm 2010, dân số của xã này là 3.839 người.